# Aleksandar Nikačević
Aleksandar Nikačević (Kraljevo, 26 de enero de 1978) es un ciclista serbio, ya retirado que fue profesional desde el año 2000 al 2002. 
Poco después del final de su carrera se convirtió en director deportivo. Ocupó este puesto en el equipo continental serbio Aerospace Engineering en 2005 y luego en Endeka en 2006. También se convirtió en entrenador del equipo nacional de Serbia en categoría sub-23.
En julio de 2009, fue arrestado por la policía italiana como parte de la operación "Vía Col Doping". El tribunal antidopaje del Comité Olímpico Nacional italiano dictó una suspensión de dieciséis años. 

## Palmarés
1999
- Giro del Friuli Venezia Giulia

2000
- Campeonato de Yugoslavia en Contrarreloj
- 2º en el Campeonato de Yugoslavia en Ruta
- Vuelta a Serbia
- Trofeo Ciudad de San Vendemiano

2002
- Campeonato de Yugoslavia en Ruta
- 1 etapa de la Vuelta al Lago Qinghai
- Vuelta a Serbia

## Resultados en Grandes Vueltas y Campeonatos del Mundo
Durante su carrera deportiva consiguió los siguientes puestos en las Grandes Vueltas y en los Campeonatos del Mundo en carretera:
| Carrera         | 2000 | 2001 | 2002 |
| --------------- | ---- | ---- | ---- |
| Giro de Italia  | -    | -    | -    |
| Tour de Francia | -    | -    | -    |
| Vuelta a España | -    | -    | Ab.  |
| Mundial en Ruta | -    | -    | 167º |

Exp: expulsado por la organización

-: no participa 

Ab.: abandono